# David Daker
David Daker (* 1935 in Bilston, West Midlands, England) ist ein britischer Schauspieler.
Zwischen 1964 und 2009 wirkte Daker an insgesamt rund 100 Film- und Fernsehproduktionen mit. Dem britischen Publikum ist er wohl am bekanntesten durch seine Rolle als Ex-Feuerwehrmann Harry Crawford in der Sitcom Boon, in der er zwischen 1986 und 1995 an der Seite von Michael Elphick zu sehen war. Er übernahm Nebenrollen oder Gastauftritte in weiteren bekannten Serien wie Doctor Who, Der Aufpasser, Only Fools and Horses, Inspektor Wexford ermittelt und Inspector Barnaby. In der Fernseh-Miniserie Holocaust – Die Geschichte der Familie Weiss spielte er 1978 den Auschwitz-Kommandanten Rudolf Höß. An Kinofilmen war Daker seltener beteiligt, hier spielte er unter anderem den Vater der Hauptfigur in Terry Gilliams Time Bandits (1981).

## Filmografie (Auswahl)
- 1973: Die Optimisten (The Optimists of Nine Elms)
- 1973: Der Erfolgreiche (O Lucky Man!)
- 1973–1979: Doctor Who (Fernsehserie, 7 Folgen)
- 1974: Stardust
- 1974: Die schwarze Windmühle (The Black Windmill)
- 1976: Reise der Verdammten (Voyage of the Damned)
- 1976: Schlacht in den Wolken (Aces High)
- 1978: Holocaust – Die Geschichte der Familie Weiss (Holocaust, Fernseh-Miniserie)
- 1979: Charlie Muffin (Fernsehfilm)
- 1981: Time Bandits
- 1982: Britannia Hospital
- 1983: Die Fahrt zum Leuchtturm (To the Lighthouse, Fernsehfilm)
- 1986–1995: Boon (Fernsehserie, 93 Folgen)
- 1989: Frau in Schwarz (The Woman in Black, Fernsehfilm)
- 1990: Iron Thunder
- 1998: Inspector Barnaby (Midsomer Murders; Fernsehserie, Folge Faithful unto Death)
- 2001: Hearts and Bones (Fernsehserie, 2 Folgen)
- 2002/2007: Doctors (Fernsehserie, 2 Folgen)
- 2004/2009: Holby City (Fernsehserie, 2 Folgen)